# Chinami Yoshida
Chinami Yoshida (en japonés: 吉田知那美, Yoshida Chinami; Tokoro, 26 de julio de 1991) es una deportista japonesa que compite en curling.
Participó en tres Juegos Olímpicos de Invierno, obteniendo dos medallas, bronce en Pyeongchang 2018 y plata en Pekín 2022, y el quinto lugar en Sochi 2014.
Ganó una medalla de plata en el Campeonato Mundial de Curling Femenino de 2016 y dos medallas en el Campeonato Pan Continental de Curling Femenino, en los años 2022 y 2023.

## Palmarés internacional
| Juegos Olímpicos           | Juegos Olímpicos            | Juegos Olímpicos  | Juegos Olímpicos |
| Año                        | Lugar                       | Medalla           | Prueba           |
| -------------------------- | --------------------------- | ----------------- | ---------------- |
| 2018                       | Pyeongchang (Corea del Sur) | Medalla de bronce | Equipo           |
| 2022                       | Pekín (China)               | Medalla de plata  | Equipo           |
| Campeonato Mundial         |                             |                   |                  |
| Año                        | Lugar                       | Medalla           | Prueba           |
| 2016                       | Swift Current (Canadá)      | Medalla de plata  | Equipo           |
| Campeonato Pan Continental |                             |                   |                  |
| Año                        | Lugar                       | Medalla           | Prueba           |
| 2022                       | Calgary (Canadá)            | Medalla de oro    | Equipo           |
| 2023                       | Kelowna (Canadá)            | Medalla de plata  | Equipo           |